# Підлубний Олександр Володимирович
Олекса́ндр Володи́мирович Підлу́бний (5 жовтня 1987 — 5 жовтня 2014) — український військовик, вояк Добровольчого корпусу «Правого Сектора». Один із «кіборгів».

## Життєпис
Народився 1987 року в місті Київ. Закінчив ЗНЗ № 147 в Деснянському районі Києва. Грав у футбол, захоплювався туризмом; 2011 року закінчив Національний університет біоресурсів і природокористування України, спеціальність — механізація сільського господарства, лишився у ВНЗ за розподілом працювати.
Активний учасник Революції гідності, Самооборона Майдану. У лавах ДУК з травня 2014-го, командир розвідгрупи 5-го окремого батальйону Добровольчого Українського Корпусу «Правий сектор», псевдо «Хруст».
5 жовтня 2014-го двоє бійців загинули в бою під час атаки під селом Спартак (Ясинуватський район) поряд з Донецьким аеропортом. Прямим влученням із танка бійців викинуло з броні БТРа, під обстрілами не вдалося їх знайти. Побратими до останнього намагались вірити, що хлопці могли бути в полоні.
На початку листопада бійці зачистили висоту під Спартаком та витягли з поля бою два обгорілих і понівечених тіла — Олександра Підлубного та Антона Кіреєва.
Сашко загинув у свій день народження, Дмитро Ярош не хотів його відпускати, але він впросився на бойовий вихід; святковий торт так і лишався на базі ПС, його ніхто не чіпав.
Ідентифікація проводилася за експертизою ДНК, 7 квітня 2015-го з воїном попрощались в Українському домі.
Похований на Лісовому кладовищі в Києві.
Без Олександра лишились мама Тетяна Миколаївна, син Богдан та донька Дарина.

## Нагороди і вшанування
- Орден «За мужність» III ступеня (посмертно) — нагороджено Указом Президента України № 373/2017 від 17 листопада 2017 року, за громадянську мужність, самовіддане відстоювання конституційних засад демократії, прав і свобод людини, виявлені під час Революції Гідності, особисті заслуги у захисті державного суверенітету та територіальної цілісності України.
- Відзнака ДУК «Правий сектор» «Бойовий Хрест Корпусу» (посмертно, № відзн. 002. Наказ № 80/17 від 16 грудня 2017 року).
- У квітні 2015-го на фасаді ЗНЗ № 147 Деснянського району відкрито меморіальну дошку захиснику України Олександру Підлубному.
- Його портрет розміщений на меморіалі «Стіна пам'яті полеглих за Україну» в Києві: секція 4, ряд 2, місце 30